# Скало Феровијарио (Рим)
Скало Феровијарио је насеље у Италији у округу Рим, региону Лацио.
Према процени из 2011. у насељу је живело 49 становника. Насеље се налази на надморској висини од 176 м.